# Mont Rose
Pour les articles homonymes, voir Montrose.

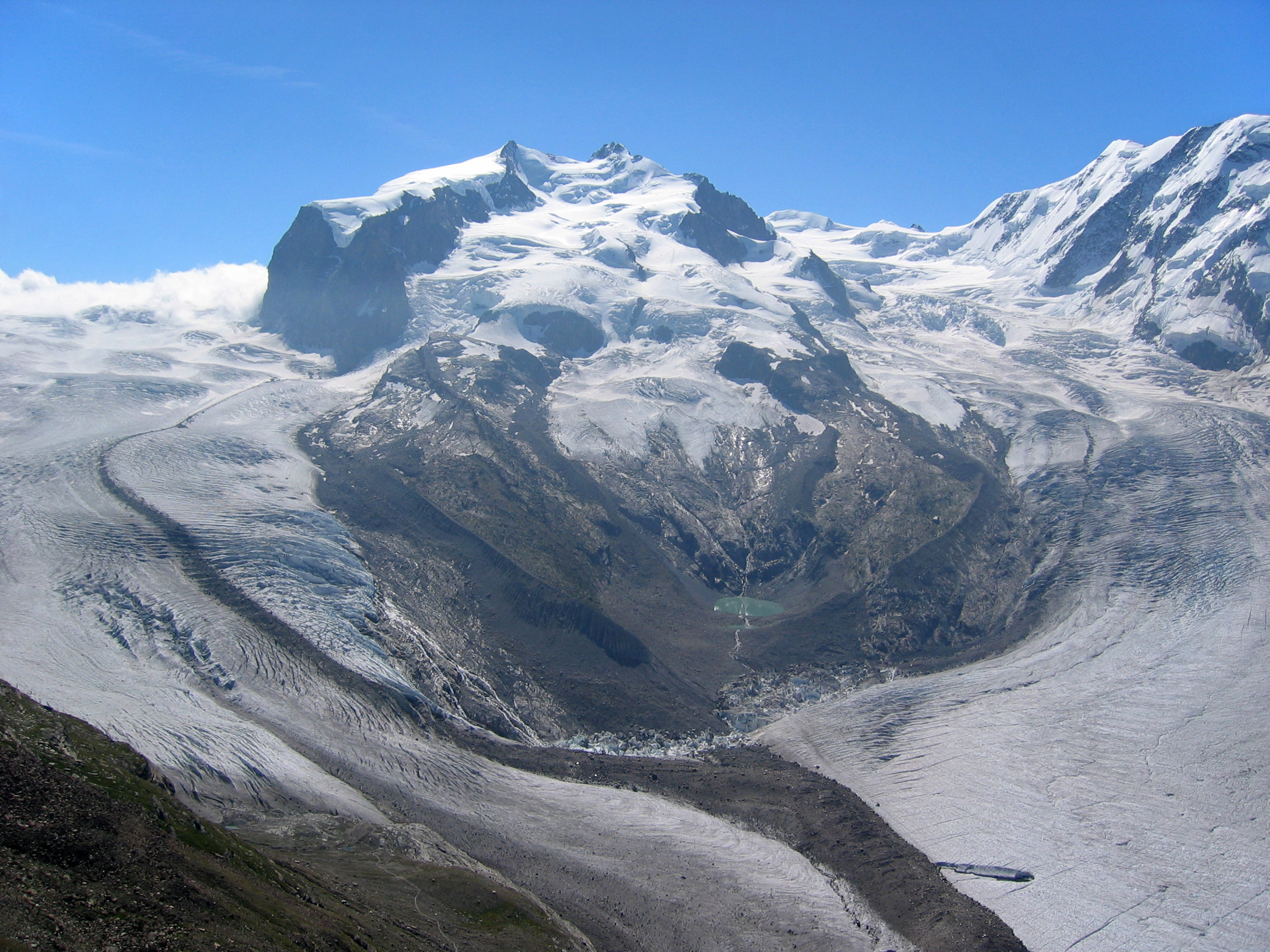
Vue du mont Rose.

Le mont Rose, ou plus récemment massif du Mont-Rose — en titsch gressonard, Gletscher ou Glescher, littéralement « montagne glacée » ou « glacier » ; en titzschu de Alagna Valsesia Der Gourner ; en italien, Monte Rosa —, situé à la frontière entre la Suisse et l'Italie, est le deuxième plus haut massif des Alpes après celui du Mont-Blanc. Son point culminant, la pointe Dufour, à 4 634 m d'altitude, est le quatrième plus haut sommet des Alpes et le plus haut de Suisse.

## Toponymie
Le toponyme mont Rose vient du patois valdôtain rouésa, ou rouja, qui signifie « glacier » (du bas latin rosia), tout comme le mot Gletscher dans le titsch gressonard.

## Géographie
Le mont Rose comporte onze pics distincts :
- la pointe Dufour : 4 634 m ;
- la pointe Dunant : 4 632 m ;
- le Nordend : 4 608 m ;
- la pointe Zumstein ou Zumsteinspitze : 4 562 m ;
- la Signalkuppe ou pointe Gnifetti : 4 553 m ;
- la pointe Parrot : 4 434 m ;
- le Ludwigshöhe : 4 342 m ;
- la tête Noire : 4 318 m ;
- la pyramide Vincent : 4 215 m ;
- le Balmenhorn : 4 167 m ;
- la pointe Giordani : 4 046 m.

La pointe Dufour qui culmine à 4 634 mètres, en est le sommet le plus haut. Au sommet de la Signalkuppe est situé le plus haut bâtiment et refuge d'Europe, la cabane Reine-Marguerite, à 4 559 mètres. S'y trouvent aussi un relais météorologique et un centre de recherche sur les pathologies liées à l'altitude.
Sept vallées de Suisse et d'Italie entourent le mont Rose :
- trois en Vallée d'Aoste :
  - le Valtournenche (station de Breuil-Cervinia),
  - le val d'Ayas (Champoluc et Saint-Jacques),
  - la vallée du Lys (Gressoney-La-Trinité) ;
- deux en Piémont :
  - le Valsesia,
  - la vallée Anzasca, surplombé par le Cima di Jazzi ;
- deux en Valais :
  - la vallée de Saas,
  - la vallée de Zermatt.

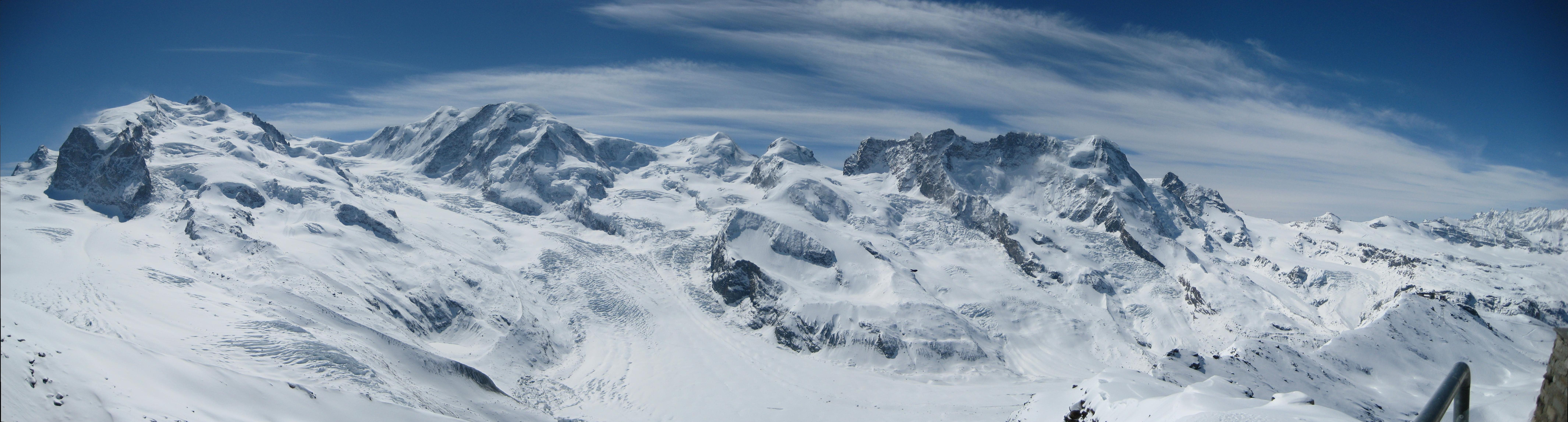
Panorama (de gauche à droite) sur les neuf pics du mont Rose, le Liskamm, Castor, son jumeau Pollux, le Breithorn (à droite de la chaîne de falaises) et le Petit Cervin.

## Histoire
La première carte de géographie physique, précise et détaillée, du mont Rose date du milieu du XIXe siècle. Elle est l'œuvre des deux explorateurs allemands originaires de Berlin, les frères Adolph et Hermann Schlagintweit, pour leur ouvrage Untersuchungen über die physicalische Geographie und die Geologie der Alpen (« Observations sur la géographie physique et la géologie des Alpes ») qu'ils illustrent de plusieurs croquis du massif. En 1853, les deux frères envoient à l'Académie des sciences de Turin une communication intitulée Observations sur la hauteur du Mont Rose et des points principaux de ses environs, dans laquelle ils présentent les résultats d'une série de mesures d'altitude qu'ils ont effectuées à l'aide d'un baromètre. Les précédentes mesures d'altitude des différents sommets du mont Rose avaient été faites par trigonométrie.
La première ascension a lieu le 1er août 1855, réussie par Charles Hudson, J. Birkbeck, Ulrich Lauener, C. Smyth, J. G. Smyth, E. J. Stevenson, J. Zumtaugwald et un porteur. Des ascensions ont été réalisées sur les sommets mineurs, tels que le rocher de la Découverte (en 1778 par les guides gressonards Valentin et Joseph Beck, Joseph Zumstein, Nicolas Vincent, Sebastian Linty, Étienne Lisco et François Castel), la Pyramide Vincent (en 1819 par les guides gressonards Nicolas et Joseph Vincent).

## Alpinisme

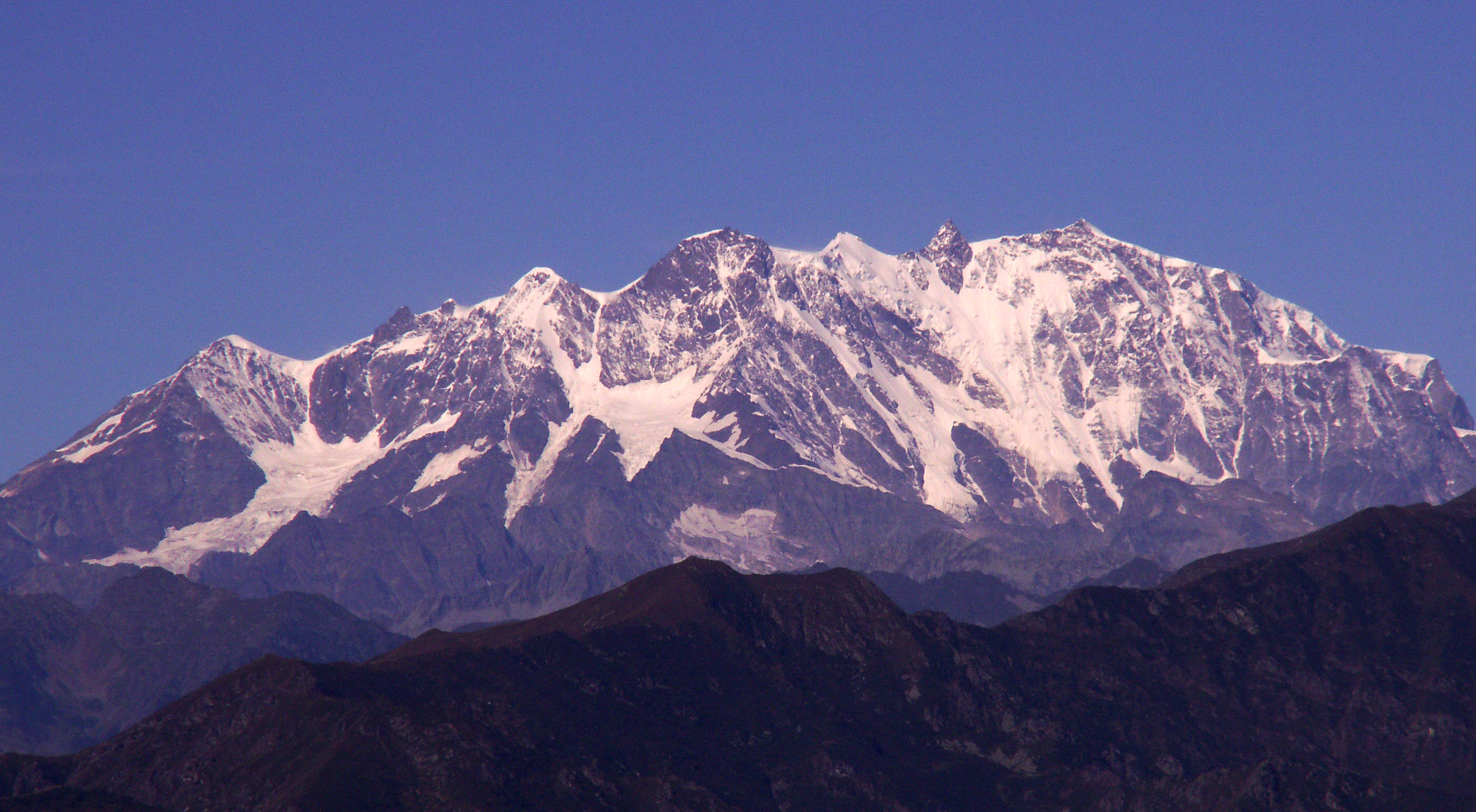
Vue sur la face est du mont Rose depuis le Mottarone, de gauche à droite pyramide Vincent, Schwarzhorn, Ludwigshöhe, pointe Parrot, pointe Gnifetti, Zumsteinspitze, pointe Dufour, Nordend.

### Ascensions
Les accès les plus faciles aux sommets du mont Rose se font de Gressoney-La-Trinité et d'Alagna Valsesia. Des habitants de ces deux vallées furent les premiers à faire l'ascension de cimes qui portent désormais leur nom en leur honneur. C'est le cas de Giovanni Gnifetti, curé d'Alagna, avec la pointe Gnifetti. La cabane Reine-Marguerite permet de réaliser l'ascension des dix sommets du mont Rose en trois jours, ce qui est considéré comme une des plus belles courses des Alpes.

### Tour du mont Rose
Le tour du mont Rose, inauguré en 1995, est un circuit de randonnée de haute montagne. Il est divisé en sept étapes d'une durée estimée à environ sept heures chacune.

### Trophée Mezzalama
Le Trophée Mezzalama, une importante compétition de ski-alpinisme, se déroule sur les pentes du mont Rose.

### Skyrunning
En 1992, le mont Rose devient le terrain de jeu de l'une des toutes premières compétitions de skyrunning, le Monte Rosa SkyMarathon. Reliant Alagna Valsesia à la cabane Reine-Marguerite. Cette compétition fait l'objet de recherches médicales qui observent les adaptations physiologiques du corps humain lors d'efforts en altitude. Interrompue en 1996 puis relancée de manière raccourcie entre 2002 et 2011, la course est relancée jusqu'au sommet en 2018 mais elle s'effectue désormais en équipe de deux avec encordage sur la partie supérieure du parcours.

### Records
Le 20 août 2021, l'Espagnol Manuel Merillas établit le record d'aller-retour entre Gressoney-La-Trinité et la cabane Reine-Marguerite en 3 h 59 min 18 s, établissant également le record d'ascension en 2 h 46 min 20 s au passage.

### Équipements
Le mont Rose est équipé d'un refuge innovant et à l'architecture spectaculaire, la cabane du Mont-Rose mise en service en 2010. Cette construction se distingue par son degré d'autonomie énergétique et sa capacité à respecter l'environnement. Elle est constituée d'un bâtiment sur cinq niveaux dont trois sont situés le long d'une façade inclinée de 80 m2 qui récupère la chaleur solaire. Le projet a été élaboré par l’École polytechnique fédérale de Zurich (EPFZ ou ETH) en collaboration avec le Club alpin suisse (CAS), l’université de Lucerne et le Laboratoire fédéral d'essai des matériaux et de recherche (EMPA).
Le mont Rose est également équipé du plus haut refuge gardé des Alpes, la cabane Reine-Marguerite, installée près de la frontière italo-suisse, à 4 558 m d'altitude.